# 波羅提木叉
波羅提木叉（羅馬化：pratimokṣa；巴利語: Pātimokkha；又作波羅底木叉、等，簡稱木叉），佛教術語，意譯為「隨順解脫」、「處處解脫」、「別別解脫」、「別解脫」、「最勝」、「無等學」、「護解脫」，為佛教出家眾所應遵守的戒律，是學處中最重要的核心規定，所有僧團成員都應遵守。後世僧團將波羅提木叉的內容收集一處，就形成《波羅提木叉》（亦稱戒經、木叉律、木叉法、木叉戒），是律藏的核心。

## 釋義
波羅提木叉，是在釋迦牟尼生前所制定的學處中，最重要的核心項目。釋迦牟尼曾經說過，在他般涅槃後，僧伽應當以波羅提木叉為師。
《波羅提木叉經》，又稱戒經，收集了所有比丘都必须遵守的各種學處，是律藏的核心，如巴利律藏包括比丘227戒和比丘尼311戒，並提出具體懲罰。戒條主要防止僧伽內的邪惡行為，其次是鼓勵善行。其中包括四波羅夷、十三僧殘、二不定、三十捨墮、九十單墮（或說九十一單墮；九十二單墮）、四波胝提舍尼、眾學、七滅諍法等八種。

### 四波羅夷
波羅夷又譯巴拉基咖、巴拉基嘎、他胜、驅擯、重禁，是戒律中的根本罪。指杀人、偷窃、行淫和妄稱上人，均屬大罪。犯者必須逐出僧伽。

### 十三僧殘
僧殘又譯桑喀地謝沙、僧伽胝施沙。指故意自淫、故意觸摸女人、充當男女私通牽線、私自建造房屋、毀謗其他比丘、挑撥離間和不聽忠告等，屬於重罪。犯者接受六夜摩那陲滅罪法，然後在僧團大眾面前認罪懺悔，方能恢復僧尼資格。

### 三十捨墮
捨墮又譯尼薩耆波逸提、尼薩耆亞巴吉帝亞。指衣缽、臥具超過應有數量，或者不按照規定獲得、使用。犯者須當眾懺悔，衣缽、臥具沒收。

### 二不定
不定又譯阿尼夜陀、梵語為aniyata。指獨自與婦女一起坐在隱蔽處。犯者視情況定為波羅夷、僧殘或捨墮。

### 九十單墮
單墮又譯波逸提、巴吉帝亞。亦有傳承因文句的斷句不同，而為九十一和九十二條。指妄語、毀訾語、兩舌、與婦女同屋住宿、比丘和非親比丘尼結伴而行、比丘和比丘尼一起坐在隱蔽處、飲酒、暴食、殺害牲畜、貪吃肉類、乳酪和飲用有蟲之水等。犯者須當眾懺悔。

### 四波胝提舍尼
波胝提舍尼，又譯波羅提提舍尼，缽喇底提舍尼，簡稱提舍尼，巴利語為pātidesanīya。指比丘從非親比丘尼中接受食物、未受邀請而自取食物、或住處危險而不事先向前來送食的檀越說明。犯者須懺悔。

### 眾學
眾學巴利語為sekhiya，義為應當學。不同傳承數目不同，從最少66條到最多113條。指有關服裝、飲食和說法等等日常行為的戒律。

### 七滅諍
滅諍（adhikarana-samathā），共有七滅諍，指有關平息僧團內部紛爭的方法（包括現前止諍、憶念止諍、不痴止諍、自言止諍、覓罪相止諍、多覓罪相止諍、如草覆地止諍）。

### 其他概念
有如下针对犯而未遂的罪行：
- 偷兰遮（sthūlātyaya），又译偷兰遮耶、偷罗遮、萨偷罗、土罗遮、窣吐罗、偷兰、窣吐罗底也，意译大罪、重罪、粗罪、粗恶、粗过、大障善道等。即触犯将构成波罗夷、僧残而未遂之罪；不属于波罗夷等五篇之罪，除突吉罗罪外，其余一切或轻或重的因罪、果罪皆总称为偷兰遮。
- 突吉罗，又译突膝吉栗多、突瑟几理多、独柯多，意译恶作、恶说、輕垢等，是戒律中的輕罪。凡是违犯了二不定、百众学、七灭诤等三类戒条之一，即犯突吉罗。

## 歷史
在釋迦牟尼在世時，為了教導僧團中的出家僧侶，作出許多規定，這些規定被稱為學處。其中有許多重要的學處，被收集在一起，形成波羅提木叉。
佛教僧團每半個月要會集一處，稱為布薩。在布薩中，由上座長老負責誦出波羅提木叉戒本，以提醒僧眾隨時遵守戒律。違反戒律的僧侶可在會中提出懺悔，而假如同修僧侶有違反戒律之處，也可在此提出，由僧伽大會作出判決，此稱為布薩羯摩。
釋迦牟尼入涅槃後，在王舍城結集中，由優婆離尊者負責誦出波羅提木叉，集結成律藏的核心部份，後世稱為《戒經》。

## 參閲
- 毗奈耶